# Lancia LC2
La Lancia LC2 è uno sport prototipo costruito dalla Lancia per gareggiare nel Campionato Mondiale Sportprototipi categoria Gruppo C.

## Contesto

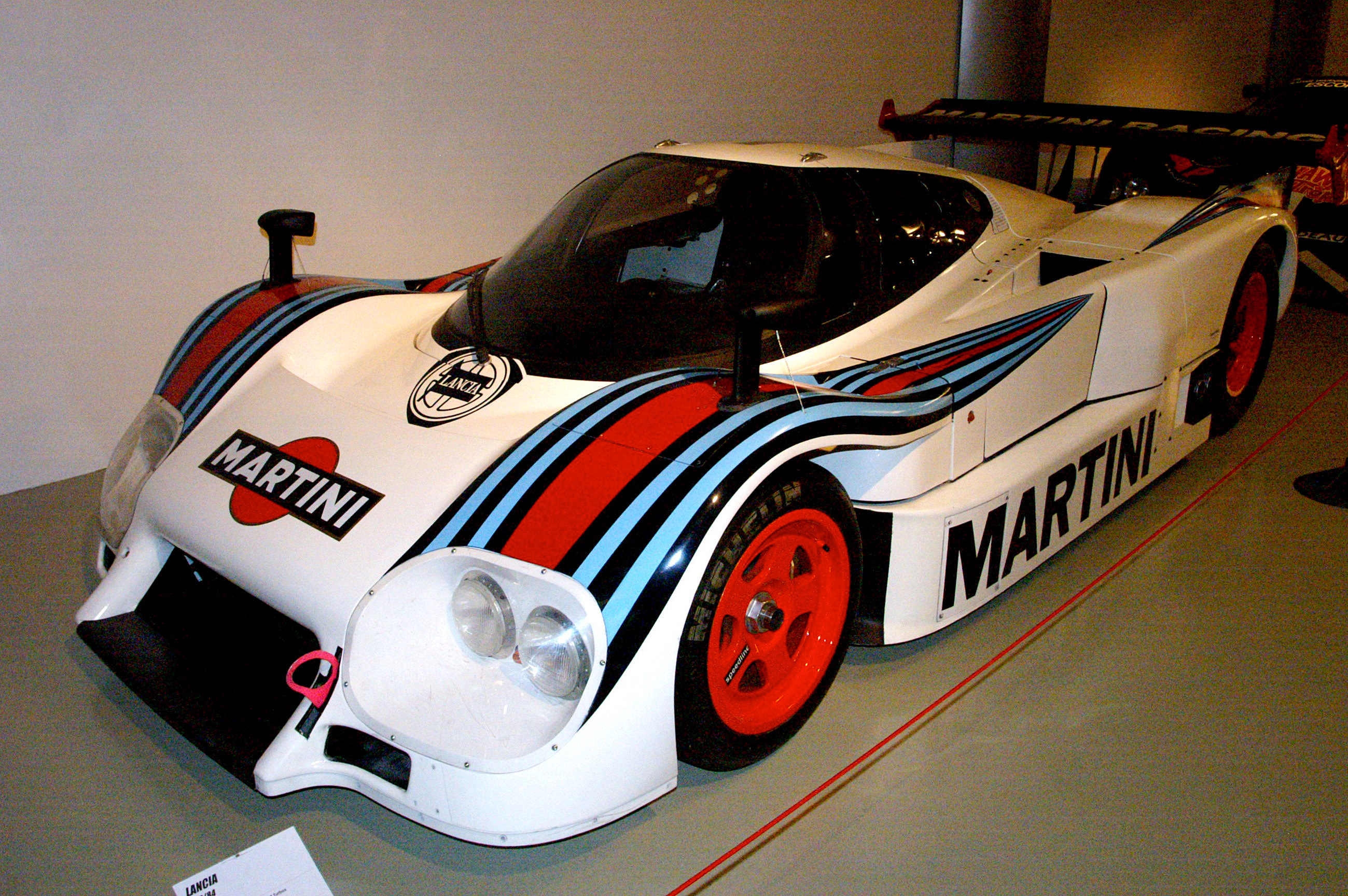
Lancia LC2/84

Dopo le prestigiose vittorie del mondiale sport 1980 e 1981 ottenute con la Lancia Beta Montecarlo Turbo nel Gruppo 5, la casa di Torino prepara una nuova vettura per competere nel 1982, la LC1 prototipo di Gruppo 6, spinta dallo stesso motore 1,4 litri di cilindrata della Beta Montecarlo. La LC1 non fu però concepita in base al regolamento del Gruppo C, la nuova categoria introdotta dalla FIA nel 1982, ma era una sport aperta non una coupé come la Porsche 956, e col motore era sottodimensionato rispetto a questa. Tale scelta fu dettata dalla mancanza di un motore adatto a competere con la Porsche, che invece aveva già collaudato il suo propulsore sulla 936/81, seppure in configurazione a "consumo libero": gli italiani puntavano sull'estrema leggerezza e sui ridotti consumi.
Trascorsa la stagione di convivenza tra le nuove Gruppo C e le vecchie Gruppo 6 "fino a 2 litri", la LC1 risultò sorpassata, e per contrastare l'egemonia della Porsche la Lancia progettò nel 1983 una nuova sport-prototipo chiusa, la LC2 (sigla di progetto Abarth SE036), corrispondente alla normativa del Gruppo C, e fu scelto un motore V8 progettato da Lancia e costruito in Ferrari.

## Tecnica

### Motore
Questo prototipo è mosso da un motore V8 con angolo tra le bancate di 90°, di origine Ferrari ma preparato dalla Abarth, dispone di testate a 4 valvole per cilindro azionate da doppi alberi a camme, la cilindrata è inizialmente di 2.599 cm³ nella specifica utilizzata nel campionato mondiale 1983 e prime prove del campionato 1984, poi incrementata a 3.014 cm³ nell'evoluzione disponibile a partire dalla 1000km di Monza 1984, è sovralimentato da due turbocompressori KKK, in gara la potenza massima era contenuta in circa 680 CV, in quanto il regolamento di Gruppo C imponeva la formula consumo e oltre tale soglia si sarebbe rischiato di restare senza carburante in pista, mentre per le prove di qualifica o nelle fasi di sorpasso in corsa il pilota poteva aumentare a sua discrezione la pressione dei turbocompressori tramite un overboost regolabile raggiungendo così potenze nell'ordine degli 850-1.000 CV.

### Telaio
Il telaio, progettato e realizzato dalla Dallara, è una monoscocca in alluminio con struttura a nido d'ape, con una carrozzeria in kevlar. Le sospensioni sono di tipo indipendente, hanno uno schema a doppi triangoli sovrapposti. Monta un cambio meccanico a cinque marce e la trazione è posteriore; il peso totale della vettura è di circa 850 kg ma anche qualcosa meno sempre da regolamento.

### Aerodinamica
La carrozzeria della vettura venne studiata in modo tale da ottenere un buon compromesso tra elevata deportanza e massima penetrazione aerodinamica, ciò condizionò la dislocazione di diversi componenti meccanici, come il sistema di raffreddamento del motore posizionato anteriormente sul muso, questo ha permesso di ricavare degli enormi canali Venturi sotto il corpo vettura e anche sotto le pance laterali in grado di generare elevati valori di effetto suolo nonostante la mancanza delle minigonne precedentemente utilizzate dalla LC1 di Gruppo 6 ma vietate dal regolamento di Gruppo C. Altra caratteristica della LC2 sono le carreggiate piuttosto contenute rispetto ad altri prototipi contemporanei: larga solo 180 cm, cioè 20 cm al di sotto del limite di larghezza massima regolamentare, questo per avere una minore sezione frontale e quindi meno resistenza all'avanzamento, una soluzione utile per diminuire i consumi e per raggiungere velocità massime superiori in rettilineo; in seguito tale scelta progettuale fu in parte rivista sulla LC2/84, portando a un aumento delle carreggiate per aumentare la tenuta di strada.

Spesso però la vettura accusava in gara problemi di surriscaldamento, che la penalizzavano poi sotto l'aspetto dell'affidabilità degli organi meccanici.

## Risultati sportivi

La LC2/84 del Jolly Club affidata all'equipaggio Baldi-Martini nella 1000 km di Imola (1984).

La Lancia LC2 fu l'unico prototipo a tenere testa alle formidabili Porsche 956 e 962. Alla guida della LC2, colorata nella classica livrea Martini Racing per il team ufficiale Lancia, o in quella Totip per il team satellite Jolly Club, si cimentarono le migliori promesse: Riccardo Patrese, Michele Alboreto, Alessandro Nannini, Teo Fabi, Pierluigi Martini, Beppe Gabbiani, Mauro Baldi, Paolo Barilla e Piercarlo Ghinzani.
Già alla sua prima apparizione alla 24 Ore di Le Mans 1983 nelle prove si dimostrò veloce quanto la Porsche, ma non altrettanto affidabile dato che dopo 13 ore le Lancia si erano ritirate, e la Porsche indisturbata piazzò le sue macchine dalla prima all'ottava posizione, battendo così il record che apparteneva alla Ferrari.
Nel 1984, la LC2 ebbe la migliore occasione a Le Mans, assente la squadra ufficiale Porsche in contrasto con gli organizzatori; c'erano invece molte Porsche 956 private; Lancia partì subito bene in prova con due LC2 in prima fila e in gara nelle prime battute, ma noie meccaniche al cambio la costrinsero ad accontentarsi di una magro ottavo posto finale.
Nel 1985 la Lancia raccolse il miglior piazzamento a Le Mans: sesta e settima; nel 1986 dopo solo due prove di campionato la Lancia annunciò il ritiro dalle competizioni per dedicarsi esclusivamente ai rally, in tutto 3 gare mondiali vinte per l'unica Gruppo C italiana.

### Team privati
Alcune squadre private continuarono a schierare i telai LC2 dismessi dalla Lancia; tra questi Gianni Mussato, il cui team partecipò tra il 1986 e il 1990 ad alcune prove del mondiale Sport e alla 24 Ore di Le Mans, ma  non riuscì a completare le corse. Infine nel 1991 il team Veneto Equipe schierò una LC2, ma zero risultati.

## Usi successivi
Nel 1988 l'ing. Claudio Lombardi portò avanti lo sviluppo in pista del motore V10 Alfa Romeo V1035, installandolo su una Lancia LC2 (acquistata dal Team Mussato) modificata nella parte posteriore per accogliere tale motore, che fu denominata Abarth SE047.